# فرودگاه روستایی استیونس
فرودگاه روستایی استیونس (به انگلیسی: Stevens Village Airport) یک فرودگاه همگانی بهره‌برداری هوایی با کد یاتا SVS است که یک باند فرود شن دارد و طول باند آن ۱۲۱۹ متر است. این فرودگاه در کشور ایالات متحده آمریکا قرار دارد و در ارتفاع ۱۰۰ متری از سطح دریا واقع شده است.